# شیخ شیپور
شیخ حسین، مشهور به شیخ شیپور و ملقب به امین العلماء، از خیرین دوره قاجار بود که به مساکین و فقرا کمک میکرد از او ناصر الدین شاه قاجار  و دوره مظفری نیز نام برده اند  که تا دورهٔ محمدعلیشاه و احمدشاه نیز همچنان زنده بود. وی که در اصل یک روحانی یا آخوند بود، مورد توجه خاص میرزا علی اصغرخان اتابک اعظم قرار داشت.

## روایاتی درباره او
می‌گویند روزی شیخ شیپور در حضور ناصرالدین شاه بازی درمی آورد و مسخرگی می‌کرد، ناصرالدین شاه دستور داد به عنوان خلعت، پالان الاغی آورده و روی او بگذارند. پالان را روی او گذاشتند. وی مدتی خر شد و صدای خر از خود درمی آورد و بعد با کمال خونسردی شروع به پاک کردن پالان کرد و در ضمن تمیز کردن پالان با خود می‌گفت: «تنپوش مبارک است!، تنپوش مبارک است!...»
یک روز هم، ناصرالدین شاه به مجلسی وارد شد که شیخ شیپور در آن مجلس حضور داشت. به محض ورود شاه و به مجردی که نگاه شیخ شیپور به شاه افتاد، فریاد زد: «حضرت ِگاو تشریف آوردند!، تعظیم کنید!، به این حضرت گاو، تعظیم کنید!...»، ناصرالدین شاه، با شنیدن این گفتۀ شیخ شیپور، امر کرد که فی الفور او را ریسمان بیندازند، یعنی شیخ شیپور را با طناب خفه کنند، فراش‌های غضب، برای اجرای فرمان شاه بر سر او ریختند و خواستند که کار او را بسازند، که در این بین، میرزا علی اصغرخان امین السلطان (اتابک) که در مجلس حضور داشت، وساطت او را نزد شاه کرد و مورد عفو واقع شد و از مرگ رهایی یافت.

## در یادداشت‌های اعتمادالسلطنه
محمدحسن خان اعتمادالسلطنه، در فرازهایی از یادداشت‌های روزانهٔ خویش، به نکاتی دربارهٔ شیخ شیپور اشاره کرده که مورد ذیل، از آن نمونه‌است:
«دهم ذیحجه ۱۳۰۹ هجری قمری: امشب شیخ شیپور که آخوند دلخکی است، و در این سفر، ملتزم رکاب عزیزالسلطان [=ملیجک] است، خودش را مهمان کرده، شامی خورد و پولی گرفت و رفت!»

## شوخی با شیخ فضل الله و روحانیون دیگر
پس از ورود حاج شیخ فضل الله کجوری، معروف به نوری، و شمس العلماء عبدالرب آبادی قزوینی، و حاج شیخ علی اکبر بروجردی (محرر حاج شیخ فضل الله)، و حاج میرزا هادی (پسر حاج شیخ فضل الله) به طهران، که همگی با هم در سال ۱۳۱۹ هجری قمری به مکه رفته بودند، در یکی از روزهای سال ۱۳۲۰ هجری قمری، حاج عبدالغفارخان نجم الدوله آنان را دعوت می‌کند. از شیخ شیپور هم، که در سفر مکه با آنان همسفر بوده، برای شرکت در این مجلس دعوت می‌شود یا اینکه خودش بدون دعوت می‌رود.
پس از حضور همهٔ آقایان در مجلس، صحبت از سفر مکه و وقایع اتفاقیه که در این سفر رخ داده‌است، به میان می‌آید. از جمله از این ماجرا که دزدان به قافلهٔ حضرات زده و آنان را لخت کرده و پیاده در بیابان‌ها، رها می‌کنند. آقایان مدتی حیران و سرگردان می‌مانند تا اینکه بعد، حکومت از این امر مطلع شده و برای هریک خری حاضر می‌کنند تا بر آن سوار شده و به راه خود ادامه دهند.
شیخ شیپور، این حکایت را از ابتدا تا انتها نقل می‌کند تا بدانجا می‌رسد که خرها را برای سواری حاضر می‌کنند، و سپس چنین به صحبت خود ادامه می‌دهد: «... خلاصه برای هریک از ماها، خری آوردند، آقا یک خر (در اینجا شیخ شیپور با دست به شیخ فضل الله اشاره می‌کند)، آقا هم یک خر (اشاره به روحانی بعدی)، آقا هم یک خر، آقا هم یک خر...» و در هرکدام از این آقاها، با دست به یکی از آقایان حاضر، یعنی شمس العلماء، آقاعلی اکبر بروجردی و غیره و غیره اشاره می‌کند، تا سرانجام اشاره او به جایی می‌رسد که حاج میرزاهادی نوری، یعنی پسر شیخ فضل الله نشسته بوده، پس به وی اشاره کرده و می‌گوید: «آقا هم یک کرّه خر... !؟»

## عاقبت او
شیخ شیپور در اواخر عمر خویش به مکه می‌رود و بعد به لقب امین العلماء ملقب می‌شود و در طهران فوت می‌نماید.

## درباره او
مهدی بامداد در کتاب شرح حال رجال ایران، درباره شیخ شیپور چنین اظهارنظر می‌کند:
من او را دیده بودم. آدم خیّری بود و از مساعدت به اشخاص، و مخصوصاً فقرا و مساکین دریغ نداشت. در ایام مبارک رمضان، مجلس قرائت قرآن دایر می‌کرد. وی در حیاط اندرونی خود، موزهٔ مفصل و دیدنی داشت، که چیزهای گوناگون در آن موجود بود و با هریک از اسباب‌های موزه خویش، نوای مخصوصی در می‌آورد و حُضّار را می‌خنداند و می‌رقصاند.

## منبع
1. ↑  http://dic.abadis.net/Word/FaToFa/%D8%B4%DB%8C%D8%AE-%D8%B4%DB%8C%D9%BE%D9%88%D8%B1/
2. ↑  http://www.yadegaran.com/viewphoto.php?photoFileName=13602.jpg&cat=244&source=zower.php&origin1=iran.php&origin2=%D8%B2%D9%86%D8%AF%DA%AF%D9%8A%20%D9%85%D8%B1%D8%AF%D9%85%5Bپیوند+مرده%5D

- بامداد، مهدی (۱۳۴۷)، شرح حال رجال ایران در قرن ۱۲ و ۱۳ و ۱۴ هجری(جلد ۱)، تهران: زوار